# Castell d'Allaman
El castell d'Allaman és un castell medieval, situat al poble d'Allaman, sobre una esplanada que domina la carretera de Ginebra a Lausana.

## Història
El castell va ser construït el 1253 pel comte de Vaud. Decidit de sotmetre Ginebra a la Savoia, aquest llança un setge sobre la ciutat, que és socorreguda pels seus aliats de Berna, els quals cremen i destrueixen parcialment el castell de camí cap a Ginebra.
Ja reconstruït, passa a ser propietat de Jean-Jacques de Sellon el 1839, que hi acull refugiats polítics francesos com Joseph Bonaparte, l'emperadriu Josefina de Beauharnais, Hugues-Bernard Maret, Franz Liszt o George Sand. El 1820, el castell és la seu de la nova Society of Peace, embrió de la Societat de Nacions i la posterior Organització de les Nacions Unides (ONU). Avui en dia, ha tornat a ser un castell privat.